# Herman van Sonsbeeck
Herman van Sonsbeeck (Zwolle, 24 juli 1796 – Heino, 29 november 1865) was een gefortuneerde katholieke Zwolse notabele en rechter uit een bekend Overijssels geslacht van grondbezitters. Hij was de zoon van Bernard Joseph van Sonsbeeck en Margaretha Elisabeth Heerkens.

## Loopbaan
Van Sonsbeeck werd op 2 oktober 1813 ingeschreven aan de Rijksuniversiteit Groningen en promoveerde er op 6 Juni 1817 in de rechten op zijn dissertatie Ad locum Codicis civilis de communionie inter coniuges. Hij werd advocaat te Zwolle en in 1830 benoemd tot rechter aldaar.
Op 2 juni 1834 werd hij door de raad van de stad Zwolle tot lid der Provinciale Staten van Overijssel gekozen. Op 16 september 1838 werd hij benoemd tot raadsheer in het in dat jaar opgerichte provinciaal gerechtshof van Overijsel te Zwolle. Hij kreeg, omdat deze betrekkingen toen niet verenigbaar waren, ontslag als lid der Staten. Op 21 april 1842 werd hij tot lid van de Raad van State benoemd en verhuisde naar Den Haag. Van Sonsbeek werd op 25 juli 1848 voorzitter van een staatscommissie tot herziening van geneeskundige wetten, die echter pas in het kabinet-Thorbecke II werden ingevoerd.
Van Sonsbeek werd bij het aantreden van het eerste kabinet-Thorbecke op 1 november 1849 minister van Buitenlandse Zaken en minister van Zaken der rooms-katholieke Eredienst. Hij kreeg in 1851 te maken met de plannen van Paus Pius IX om de bisschoppelijke hiërarchie in Nederland te herstellen. Hijzelf had gewild dat de Nederlandse regering hiertoe het initiatief had genomen. Hij heeft verscheidene verdragen met buitenlandse mogendheden gesloten, onder andere met betrekking tot handel, scheepvaart en posterijen. Van Sonsbeeck was van huis uit geen politicus, en soms viel het ministersambt hem zwaar. Hij trad op 16 oktober 1852 af vanwege tegenwerking uit de Tweede Kamer.

## Verdere levensloop en huwelijken
Na zijn eervol ontslag als minister in 1852 heeft hij geen openbaar ambt meer bekleed. Hij ging te Zwolle wonen, terwijl hij 's zomers in zijn buitenhuis Den Alerdinck verbleef, een havezate tussen de dorpen Heino en Laag Zuthem, die beide binnen de gemeente Raalte liggen.
Herman van Sonsbeeck was drie keer getrouwd:
- Gehuwd te Utrecht op 20 september 1821 met jonkvrouw Pauline Elisabeth Bosch van Drakestein, zuster van jhr. mr. Frederik Lodewijk Herbert Jan Bosch van Drakestein. Zij overleed op 23 maart 1838.
- Gehuwd te Groningen op 27 januari 1843 met Anna Maria Lucia Cremers, lid van de familie Cremers, overleden 25 april 1850.
- Gehuwd te Amsterdam op 23 oktober 1856 met Magdalena Requina Wilhelmina (weduwe van Gerard van Cranenburgh; moeder van drie kinderen).

Van Sonsbeeck overleed op 29 november 1865 in zijn buitenwoning Den Alerdinck. Hij ligt begraven op het Rooms-Katholiek Kerkhof in Zwolle. Lodewijk Tuerlinckx heeft een portret van Van Sonsbeeck gelithografeerd.

## Publicaties
- Ad locum codicis civilis de communione inter conjuges (dissertatie, 1817)
- Proeve over de zelfstandigheid en onafhankelijkheid der regterlijke magt (1829) (n.a.v. zogenaamd conflicten-besluit van minister Van Maanen)
- Aanmerkingen omtrent de kadastrale operatien en het reclameren daartegen (1833)
- Bijdrage ter regeling van het beheer der dijk- en polderbesturenen van de conflicten van attributie (1841)
- Verdere bijdrage ter regeling van de conflicten van attributie (1842)
- Beschouwingen over het koninklijk recht van placet, of zijn er dan geen middelen zich te verstaan? (1848)

- Biografisch Portaal: 04153476
- Digitale Bibliotheek voor de Nederlandse Letteren: sons007
- Gemeinsame Normdatei: 1219877050
- International Standard Name Identifier: 0000 0003 9184 1659
- Nederlandse Thesaurus van Auteursnamen: 073351555
- Parlement.com: vg09lljhz8y2
- Virtual International Authority File: 285800922
- WorldCat: E39PBJckPKqF3PtjV7374kdCwC